# Cyanea mceldowneyi
Cyanea mceldowneyi är en klockväxtart som beskrevs av Joseph Rock. Cyanea mceldowneyi ingår i släktet Cyanea, och familjen klockväxter. Inga underarter finns listade i Catalogue of Life.